# Yes (album)
Yes – debiutancki album studyjny grupy Yes, wydany w 1969 roku.

## Spis utworów
| 1. | Beyond and Before (Chris Squire/Clive Bailey)        | 4:50  |
|    |                                                      |       |
| 2. | I See You (Jim McGuinn/David Crosby)                 | 6:33  |
|    |                                                      |       |
| 3. | Yesterday and Today (Jon Anderson)                   | 2:37  |
|    |                                                      |       |
| 4. | Looking Around (Jon Anderson/Chris Squire)           | 3:49  |
|    |                                                      |       |
| 5. | Harold Land (Jon Anderson/Chris Squire/Bill Bruford) | 5:26  |
|    |                                                      |       |
| 6. | Every Little Thing (John Lennon/Paul McCartney)      | 5:24  |
|    |                                                      |       |
| 7. | Sweetness (Jon Anderson/Chris Squire/Clive Bailey)   | 4:19  |
|    |                                                      |       |
| 8. | Survival (Jon Anderson)                              | 6:01  |
|    |                                                      |       |
|    |                                                      | 38:59 |
|    |                                                      |       |
Dodatkowe nagrania umieszczone na wydanej w roku 2003 reedycji albumu:
| 1. | Everydays (Single Version) (Stephen Stills)                             | 6:23  |
|    |                                                                         |       |
| 2. | Dear Father (Early Version #2) (Jon Anderson/Chris Squire)              | 5:51  |
|    |                                                                         |       |
| 3. | Something's Coming (Leonard Bernstein/Stephen Sondheim)                 | 7:09  |
|    |                                                                         |       |
| 4. | Everydays (Early Version) (Stephen Stills)                              | 5:18  |
|    |                                                                         |       |
| 5. | Dear Father (Early Version #1) (Jon Anderson/Chris Squire)              | 5:31  |
|    |                                                                         |       |
| 6. | Something's Coming (Early Version) (Leonard Bernstein/Stephen Sondheim) | 8:02  |
|    |                                                                         |       |
|    |                                                                         | 38:14 |
|    |                                                                         |       |

## Skład
- Jon Anderson – wokal
- Chris Squire – bas, wokal
- Peter Banks – gitary, wokal
- Tony Kaye – instrumenty klawiszowe
- Bill Bruford – perkusja